# Florești (Câmpeni), Alba
Florești (în trecut Flocești ) este o localitate componentă a orașului Câmpeni din județul Alba, Transilvania, România.